# Sippe
Sippe bezeichnet das Verhältnis der Blutsverwandtschaft innerhalb vaterrechtlich organisierter Gruppen, die in germanischer Zeit eine historische Bedeutung hatten. Das Wort (althochdeutsch sippia, altnordisch als Pluralwort sifjar, wahrscheinlich etymologisch mit dem Namen der Göttin Sif identisch) bezeichnet eine verwandtschaftlich zusammengehörige Gruppierung von Menschen. Die begriffliche Bedeutung ist verhältnismäßig ungenau oder unterschiedlich definiert.
Im allgemeinen Sinne bezeichnet Sippe eine Großfamilie mit gemeinsamer, gegebenenfalls erdachter Herkunft und (vor allem in vorstaatlichen Gesellschaften) mit religiöser, wirtschaftlicher und politischer Funktion. Es ist eine veraltete und unscharfe Bezeichnung für die Gesamtheit der Blutsverwandtschaft und Schwägerschaft einer Person in auf- und absteigender Linie, einschließlich der Seitenverwandten, ihrer Ehepartner und Nachkommen. Das abgeleitete Wort Sippschaft bezeichnet umgangssprachlich oder abwertend Verwandtschaft im Allgemeinen.
Der Duden definiert Sippe als eine durch bestimmte Vorschriften und Bräuche (besonders im religiösen, rechtlichen und wirtschaftlichen Bereich) verbundene, oft eine Vielzahl von Familien umfassende Gruppe von Menschen mit gemeinsamer Abstammung.

## Historisch
In der völkischen Bewegung und in der Zeit des Nationalsozialismus hatte die Verwendung von Sippe anstelle von Familie eine überhöhte und politische Funktion. So wurde aus der Familiengeschichtsforschung (Genealogie) die „Sippenforschung“, aus dem Familienbuch für eine Dorfgemeinde das „Dorfsippenbuch“ (siehe Ortsfamilienbuch), und fragliche Abstammungen wurden von der „Reichsstelle für Sippenforschung“ geprüft (Reichssippenamt).

## Ethnologie
In der Ethnologie (Völkerkunde) ist die veraltete Bezeichnung Sippe eng mit dem Begriff des Clans verbunden:
In der deutschen Lesart wurde früher Sippe als Bezeichnung sowohl von Lineages (Abstammungsgruppen) als auch von Kindreds (Verwandtschaftsnetze) verwendet. Richard Thurnwald (1869–1954) ordnete unter der Bezeichnung Sippe solche Clans ein, die politisch nicht selbständig sind.
Der US-amerikanische Anthropologe George P. Murdock (1897–1985) ersetzte das ins Englische übertragene Wort sib (von „Sippe“) durch Clan, verbunden mit einer klareren Abgrenzung: ein Familienverband mit eindeutiger Abstammungslinie. Dabei unterschied er Matri- und Patri-Clans, je nach Abstammung von einer Stammmutter oder von einem Stammvater. Ein Patri-Clan unterscheide sich von einem Matri-Clan dadurch, dass zu ihm lediglich die männlichen Nachkommen des Stammvaters gehören, während eine eingeheiratete Frau auch weiterhin Angehörige ihres eigenen Matri-Clans bleibt, obwohl sie gleichzeitig dem Patri-Clans ihres Ehemannes angehört.